# Grijswangboszanger
De grijswangboszanger (Phylloscopus poliogenys  synoniem: Seicercus poliogenys) is een zangvogel uit de familie Phylloscopidae.

## Verspreiding en leefgebied
Deze soort komt voor van noordelijk India tot zuidelijk Vietnam.